# Turhan Pascha Përmeti

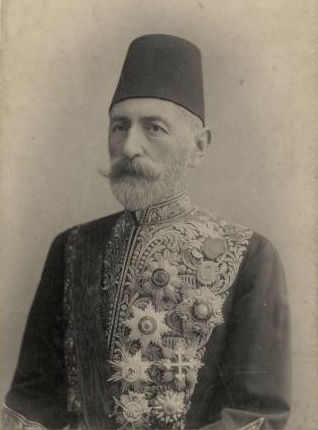
Turhan Pascha Përmeti

Turhan Pascha Përmeti (* um 1839; † 18. Februar 1927 in Paris) war ein osmanischer und albanischer Politiker. Er war in den Jahren 1914 und 1919 Regierungschef von Albanien.

## Leben und Karriere
Vor der Unabhängigkeit des Fürstentums Albanien war Përmeti bereits für das Osmanische Reich in den Jahren 1895 und 1896 Gouverneur von Kreta (er sprach fließend Griechisch) und zwischendurch Außenminister. Zuvor war er von 1877 bis 1880 osmanischer Botschafter in Rom, von 1886 bis 1894 in Madrid. 1904 bis 1908 war er langjähriger „Minister für Vakëf“. In der Zweiten Verfassungsperiode ab 1908 wurde Turhan Pascha Vorsitzender des Staatsrates und noch im gleichen Jahr Botschafter in Sankt Petersburg, was er bis 1914 blieb.
Zum ersten Mal war Përmeti 1914 vom 14. März bis September Regierungschef Albaniens. Obwohl er bereits über 70 Jahre alt und mit den aktuellen Verhältnissen im Land nicht besonders vertraut war, machte der als Fürst von Albanien eingesetzte deutsche Prinz Wilhelm zu Wied ihn zu seinem Kabinettsvorsitzenden. Der Sunnit galt als unabhängig und nicht in die Streitereien unter den albanischen Politikern involviert. Fürst und fürstliche Regierung hatten aber wenig Einfluss auf das Land. Ihre Aktivitäten beschränkten sich bald auf Durrës, da muslimische Rebellen den größten Teil des Landes kontrollierten. Mit dem Ausbruch des Ersten Weltkriegs wurde Albanien von fremden Truppen besetzt. Die Kriegsjahre verbrachte Përmeti in Italien und in der Schweiz.
Ende Dezember 1918 trafen sich Vertreter aus allen Landesteilen in Durrës. Es galt, Pläne zu entwickeln, um die junge Unabhängigkeit Albaniens zu wahren, da Truppen der Nachbarstaaten Albanien besetzten. Entgegen dem Willen der Italiener wurde eine breit abgestützte Regierung ernannt, in der alle politischen und religiösen Gruppen vertreten waren. Përmeti wurde zu ihrem Vorsitzenden bestimmt. Dringlichstes Ziel war es, in Zusammenarbeit mit den Italienern auf der Pariser Friedenskonferenz 1919 die albanischen Interessen zu vertreten. Përmeti leitete auch die Delegation der Albaner in Paris, die aber weder zu den Verhandlungen zugelassen war, noch die Unterstützung der Siegermächte gewinnen konnte. Die fünfköpfige Delegation beschloss, ein italienisches Protektorat über Albanien anzuerkennen, um die Aufteilung des Landes zu verhindern. Përmeti trat aufgrund dieses Beschlusses von der Delegationsleitung zurück. Italien einigte sich in der Folge mit Griechenland, südliche Gebiete Albaniens abzutreten. Aufgrund dieser besorgniserregenden Entwicklung trafen sich im Januar 1920 wiederum Vertreter aus ganz Albanien gegen den Willen der Regierung zum Kongress von Lushnja. Der Regierung von Përmeti wurde kein Vertrauen mehr entgegengebracht. Neben vielen zukunftsweisenden Beschlüssen setzte der Kongress auch die Regierung in Durrës ab und wählte eine neue.
Turhan Përmeti starb am 18. Februar 1927 in Paris.